# Gabriela Nunes da Silva
Gabriela Nunes da Silva, ismertebb nevén Gabi Nunes (São Paulo, Brazília, 1997. március 10. –) brazil női válogatott labdarúgó, a angol élvonalban érdekelt Aston Villa támadója.

## Pályafutása

### Klubcsapatokban
Pályafutását a Centro Olímpico csapatában kezdte és 17 éves korára klubja gólfelelősévé vált. 2015-ben szerződött az Osasco Audaxhoz, ahol a Paulista bajnokságban gólkirálynői címet szerzett. Rövid kitérőjét követően visszatért az Olímpicóhoz, és tizenkét mérkőzésen szerzett tizennégy góljával, már az országos bajnokságban is a legeredményesebb játékos lett.
2016-ban a Corinthians/Audax színeire váltott és kupagyőzelmet, három bajnoki címet, valamint egy Libertadores-kupa trófeát szerzett a fehér-feketékkel.
A brazil bajnokságban és a nemzetközi porondon is kiegyensúlyozott, gólerős játékát látva kereste fel a Madrid CFF, akiknek ajánlatát 2021. szeptember 3-án írta alá.
2024. szeptember 5-én kétéves szerződést írt alá az Aston Villa együtteséhez.

### A válogatottban
2016. december 11-én lépett első alkalommal pályára Gabi Zanotti cseréjeként az orosz válogatott elleni barátságos mérkőzésen.

## Sikerei

### Klubcsapatokban
Brazil bajnok (3):
- Corinthians (3): 2020, 2021, 2022

 Brazil kupagyőztes (1):
- Corinthians/Audax (1): 2016

Libertadores-kupa győztes (1): 
- Corinthians (1): 2019[4]

### A válogatottban
- Olimpiai ezüstérmes (1): 2024[5]
- Brazil Nemzetközi Torna aranyérmes (1): 2021

## Statisztikái

### A válogatottban
2024. augusztus 6-ával bezárólag
| Válogatott | Szezon   | Mérk. | Gól |
| ---------- | -------- | ----- | --- |
| Brazília   |          |       |     |
| 2016       | 3        | 0     |     |
| 2017       | 6        | 0     |     |
| 2021       | 1        | 1     |     |
| 2022       | 7        | 2     |     |
| 2023       | 9        | 2     |     |
| 2024       | 13       | 3     |     |
| Összesen   | Összesen | 39    | 8   |

| Brazília színeiben szerzett góljai | Brazília színeiben szerzett góljai | Brazília színeiben szerzett góljai          | Brazília színeiben szerzett góljai | Brazília színeiben szerzett góljai | Brazília színeiben szerzett góljai | Brazília színeiben szerzett góljai | Brazília színeiben szerzett góljai |
| ---------------------------------- | ---------------------------------- | ------------------------------------------- | ---------------------------------- | ---------------------------------- | ---------------------------------- | ---------------------------------- | ---------------------------------- |
|                                    |                                    |                                             |                                    |                                    |                                    |                                    |                                    |
| Gól                                | Dátum                              | Helyszín                                    | Ellenfél                           | Találat                            | Eredmény                           | Esemény                            | Forrás                             |
| 1                                  | 2021. november 29.                 | Arena da Amazônia, Manaus                   | Venezuela                          | 2–1                                | 4–1                                | Brazil Nemzetközi Torna            | [ 6 ]                              |
| 2                                  | 2022. április 11.                  | Pinatar Arena, San Pedro del Pinatar        | Magyarország                       | 1–0                                | 3–1                                | Barátságos mérkőzés                | [ 7 ]                              |
| 3                                  | 2022. április 11.                  | Pinatar Arena, San Pedro del Pinatar        | Magyarország                       | 3–0                                |                                    | Barátságos mérkőzés                | [ 7 ]                              |
| 4                                  | 2023. július 2.                    | Estádio Nacional de Brasília, Brazíliaváros | Chile                              | 1–0                                | 4–0                                | Barátságos mérkőzés                | [ 8 ]                              |
| 5                                  | 2023. december 6.                  | Estádio Fonte Luminosa, Araraquara          | Nicaragua                          | 1–0                                | 4–0                                | Barátságos mérkőzés                | [ 9 ]                              |
| 6                                  | 2024. február 21.                  | Snapdragon Stadion, San Diego               | Puerto Rico                        | 1–0                                | 1–0                                | CONCACAF W Aranykupa               | [ 10 ]                             |
| 7                                  | 2024. március 2.                   | BMO Stadion, Los Angeles                    | Argentína                          | 4–0                                | 5–1                                | CONCACAF W Aranykupa               | [ 11 ]                             |
| 8                                  | 2024. július 25.                   | Stade Bordeaux-Atlantique, Bordeaux         | Nigéria                            | 1–0                                | 1–0                                | 2024-es olimpia                    | [ 12 ]                             |